# Kyss Karlsson (TV-program)
Kyss Karlsson var ett underhållningsprogram som gick i Sveriges Television under åtta fredagar med start 12 september 1986, programledare var Gösta Engström och programmet spelades in på restaurang Karlsson vid Kungsgatan, Stockholm (därav namnet, syftande på ett gammalt idiom, Kyss Karlsson). 
Programmet liknade andra breda underhållningsprogram under tiden: Livemusik blandades med sketcher vilket fick programmet att likna en inspelad krogshow. Bland de artister som uppträdde fanns Robert Wells och Kim Wilde.